# Xã Taylor, Quận Howard, Indiana
Xã Taylor (tiếng Anh: Taylor Township) là một xã thuộc quận Howard, tiểu bang Indiana, Hoa Kỳ. Năm 2010, dân số của xã này là 9.294 người.